# Raspršenje
Raspršenje, u fizici, je promjena kretanja, odnosno širenja snopa čestica ili zrakâ kada naiđu na neku zapreku. Promjena se sastoji u tome što se jedan dio upadnoga snopa čestica ili zrakâ zaustavi, dok se drugi dio nastavi kretati u istom ili u promijenjenom smjeru.

## Raspršenje svjetlosti
Raspršenje svjetlosti ili difuzija svjetlosti je raspršivanje svjetlosti na razne strane.

### Rayleighovo raspršenje
Rayleighovo raspršenje je raspršenje elektromagnetskoga zračenja na česticama kojima je promjer manji od 1/10 valne duljine zračenja. Raspršenje nastaje kad se elektromagnetski val sudari s česticama u atmosferi. Ako su te čestice manje od valne duljine vala, tada se radi o Rayleighovom raspršenju. Čestice reflektiraju nešto energije, ovisno o veličini i dielektričnosti. Te čestice mogu biti prašina ili molekule dušika ili kisika. Rayleighovo raspršenje uzrokuje plavu nijansu neba u toku dana, i crvenu boju Sunca kod zalaska. Dobilo je naziv prema engleskom fizičaru Johnu Rayleighu, koji je objasnio tu pojavu.

### Mie raspršenje
Mie raspršenje nastaje kad su čestice u atmosferi otprilike veličine valne duljine. Te čestice su prašina, pelud, vodena para i dim, a uvijek su prisutne u nižim slojevima atmosfere, posebice ako ima oblaka. Postoji i neselektivno raspršenje koje nastaje kad su čestice mnogo veće od valne duljine (kišne kapi).

### Tyndallovo raspršenje
Tyndallov učinak, Tyndallov efekt ili Tyndallovo raspršenje je raspršenje svjetlosti na vrlo sitnim lebdećim česticama disperznih sustava kakvi su na primjer koloidi. Uzak snop svjetlosti koji u nekom određenom smjeru ulazi u disperzijski sustav vidjet će se zbog raspršenja svjetlosti ako se sustav promatra i bočno, sa strane, kao što se na primjer vide Sunčeve zrake u magli ili noću snop svjetlosti iz reflektora na oblacima. Kako se svjetlost kraćih valnih duljina jače raspršuje, ona je često, s obzirom na upadnu svjetlost, plavičasta (na primjer ispušni plinovi motornih vozila, cigaretni dim). To je i uzrok plave boje neba te crvene boje Sunca na izlasku ili zalasku. Tyndallovo raspršenje primjenjuje se u optičkim dojavljivačima dima (požara), u okulističkoj dijagnostici, u određivanju veličine koloidnih čestica i drugdje. Učinak je zapazio John Tyndall 1868., a teorijski ga je objasnio John William Strutt Rayleigh 1871.

### Ramanovo raspršenje
Ramanov učinak, Ramanov efekt ili Ramanovo raspršenje (po indijskom fizičaru Č. V. Ramanu) je u osnovi neelastično, nekoherentno raspršenje svjetlosti na nekome materijalu. Ako na materijal pada snop vidljive monokromatske svjetlosti, u raspršenoj se svjetlosti, osim upadne frekvencije (za elastično raspršenje), opaža niz novih spektralnih linija (takozvane Ramanove linije). Promjene frekvencija upadne svjetlosti tih linija jednake su frekvencijama apsorpcijskih vrpca u infracrvenom spektru toga materijala i odgovaraju, dakle, energetskim stanjima promatrane molekule, odnosno kristala. Tu je pojavu teorijski predvidio austrijski fizičar A. Smekal (1923.), a pokusima potvrdio indijski fizičar Č. V. Raman.

### Zodijačka svjetlost
Zodijačka svjetlost je slabo osvijetljeni dio neba trokutasta oblika koji se u povoljnim vremenskim prilikama i kad nema mjesečine zapaža na nebeskoj sferi u području ekliptike, odnosno zodijaka. Najlakše ju je uočiti iz tropskoga pojasa; u umjerenim sjevernim širinama vidi se u ožujku neposredno nakon zalaska i u rujnu neposredno prije izlaska Sunca. Sjajem je jednaka sjaju Mliječne staze. Spektar joj je jednak spektru Sunca. Zodijačka svjetlost nastaje zbog raspršenja Sunčeve svjetlosti na međuplanetarnoj prašini u ravnini ekliptike. Ovu je pojavu vrlo teško uočiti. Najbolji uvjeti za njeno opažanje su kada je ekliptika položena okomito na obzor i kada je Sunce oko 20° ispod obzora. Posebna se prilika javlja za vrijeme pomrčine Sunca. Pojavu je najbolje je promatrati s planina.

## Raspršenje u atomskoj i molekularnoj fizici
U atomskoj i molekularnoj fizici raspršenjem se naziva međudjelovanje snopa čestica ili zrâka i određenih zapreka (na primjer atomskih jezgara ili atoma kao cjeline). Ako se stanja čestica nakon međudjelovanja ne promijene, raspršenje se zove elastično, a u protivnom neelastično. Grubo govoreći, elastično je raspršenje ono međudjelovanje pri kojem se promijeni samo smjer upadne čestice, dok vrsta čestice i njezina energija ostaju iste, a neelastično je ono pri kojem se promijene i smjer i energija, odnosno vrsta čestice. Zakoni po kojima se zrake ili čestice raspršuju ovise o njihovoj vrsti, energiji i stanju u kojem se nalaze, te o naravi i energiji zapreke. Uz poznatu vrstu i energiju zračenja koje čini upadni snop, zakoni raspršenja ovise samo o naravi i jakosti međudjelovanja zapreke i čestica (odnosno zračenja). Obrnuto, na temelju poznavanja podataka iz pokusa o raspršenju dolazi se do podataka o strukturi zapreke te o naravi i jakosti međudjelovanja. Tako je Ernest Rutherford 1911. na temelju elastičnoga raspršenja alfa-čestica na tankim listićima metala zaključio da postoje atomske jezgre. Danas je raspršenje jedna od osnovnih metoda za pronalaženje zakona međudjelovanja među česticama i zračenjem u atomskoj i nuklearnoj fizici te za određivanje strukture čvrstih tijela. S pomoću odgovarajućih detektora promatra se broj čestica ili zrakâ koje se raspršuju pod određenim kutom (kutna razdioba) kao i njihova energija (energetski spektar). Iz tih podataka saznaje se mehanizam i narav međudjelovanja koja uzrokuje raspršenje. U atomskoj fizici najčešće se ispituje raspršenje elektromagnetskoga zračenja i sporih, niskoenergetskih neutrona na pojedinim atomima i kristalnoj rešetki kao cjelini. U nuklearnoj fizici promatra se raspršenje elektromagnetskoga zračenja, elektrona, protona, neutrona i drugih atomskih i nuklearnih čestica na atomskim jezgrama. Raspršenjem nuklearnih čestica na atomskim jezgrama, pogotovo na visokim energijama, dobivaju se podatci o nuklearnim silama, o strukturi i energetskim razinama atomske jezgre te o njezinim dimenzijama.

### Rutherfordovo raspršenje
Rutherfordovo raspršenje je pojava iz nuklearne fizike, kojom se objašnjava skretanja alfa-čestica koje udaraju u tanke listiće metala, a s njim se dokazuje postojanje pozitivno nabijene atomske jezgre, koja ima gotovo svu masu atoma. Rutherfordovo raspršenje je objašnjenje strukture atomske jezgre, koje je nastalo nakon pokusa s alfa-česticama i zlatnim listićem, kojeg su izveli Ernest Rutherford, Hans Geiger i Ernest Marsden. Rezultati tog pokusa su pokazali da su skretanja alfa-čestica pod velikim kutevima bila jako rijetka, na primjer pri prolazu kroz listić platine na svakih 8 000 jedna alfa-čestica bi skrenula pod kutom većim od 90º.

### Comptonov učinak
Comptonov učinak ili Comptonov efekt je porast valne duljine elektromagnetskog zračenja raspršenoga na slobodnim elektronima. Promjena:
{\displaystyle \lambda '-\lambda ={\frac {h}{m_{e}c}}(1-\cos {\theta }),}
gdje je:
{\displaystyle \lambda } - početna valna duljina elektromagnetskog zračenja,
{\displaystyle \lambda '} - valna duljina elektromagnetskog zračenja nakon raspršenja,
{\displaystyle h} - Planckova konstanta,
{\displaystyle m_{e}} - masa elektrona (9,10938215(45)×10−31 kg),
{\displaystyle c} - brzina svjetlosti, i
{\displaystyle \theta } - kut između upadnog i raspršenoga zračenja.
Izvorno je taj porast valne duljine otkriven pri raspršenju rendgenskoga zračenja na atomima elemenata male atomske mase, kod kojih je energija vezanja elektrona zanemariva u odnosu na energije kvanta zračenja.

### Neutronsko raspršenje
Neutronsko raspršenje ili  Neutronska difrakcija je pojava reflektiranja neutrona od nekih kristalnih ravnina pri prolasku kroz kristal, tako da se pod određenim kutom pojavljuju neutroni onih energija koji zadovoljavaju Braggov odnos:
{\displaystyle 2d\sin \theta =n\lambda \,,}
gdje je: n = 1, 2, 3, …, λ - valna duljina neutrona, d - razmak među ravninama kristala, a ϑ - kut upadnih neutrona na reflektirajuću ravninu.